# Мумриков, Олег Александрович
Оле́г Алекса́ндрович Му́мриков (род. 13 мая 1976, Мытищи, Московская область) — протоиерей Русской православной церкви, богослов. Доцент кафедры богословия Московской духовной академии, преподаватель ПСТГУ и Коломенской духовной семинарии, член Синодальной комиссии по биоэтике и Межсоборного присутствия.

## Биография
В 1993 году окончил среднюю общеобразовательную школу № 6 города Мытищи и поступил в Московский педагогический университет на биолого-химический факультет, который закончил в июле 1998 году по специальности «Преподаватель биологии и химии». С 1996 года нёс церковно-приходское послушание старшего алтарника в храме Благовещения Пресвятой Богородицы в селе Тайнинское (Мытищинское благочиние).
23 ноября 1998 года был призван в Вооруженные силы. Военную службу проходил в звании рядового в мотострелковой роте охраны в/ч 42754 посёлка Арсаки Владимирской области. 19 октября 1999 года уволен в запас по истечении срока службы.
С 1999 по 2005 годах преподавал биологию, химию, географию, основы православной культуры в сельской школе-интернате «Свет России» в деревне Игнатьево Сергиево-Посадского района, в школе-интернате Преподобного Сергия Радонежского в селе Топорково и в гимназии при храме святых апостолов Петра и Павла в городе Сергиев Посад.
9 ноября 2003 года ректором МДА архиепископом Верейским Евгением (Решетниковым) был поставлен во чтеца.
В июне 2004 года закончил дневное отделение Московской духовной семинарии, защитив дипломную работу «Мировоззренческий и этический аспекты в методологии преподавания биологических дисциплин в старших классах средней школы» по предмету нравственного богословия. 24 октября 2004 года вступил в брак.
16 апреля 2005 года в Покровском академическом храме МДА архиепископом Верейским Евгением (Решетниковым) рукоположён в сан диакона, 19 декабря того же года там же тем же архиереем рукоположён во пресвитера.
С 16 апреля 2005 по 17 июня 2008 года — штатный клирик Покровского академического храма. В апреле-мае 2006 года находился в миссионерской поездке на Чукотке.
С 2006 года читал курсы «Естествознание» и «Концепции современного естествознания» (с 2014 года — «Естественнонаучная картина мира») на педагогическом факультете Православного Свято-Тихоновского гуманитарного университета.
В 2007 году закончил дневное отделение Московской духовной академии, защитив работу «Происхождение человека: библейско-святоотеческое учение и современные антропологические исследования» на соискание учёной степени кандидата богословия.
С 2007 года является преподавателем кафедр богословия и библеистики МДА.
С 18 июня 2008 по 25 августа 2017 года — штатный клирик храма Донской иконы Божией Матери города Мытищи Московской области и директор Духовно-просветительского центра имени священномученика Георгия Извекова при данном храме.
30 марта 2010 года распоряжением Управляющего Московской епархией митрополита Крутицкого и Коломенского Ювеналия (Пояркова) включён в созданную тогда же консультативно-рецензионную группу при Московском (областном) епархиальном управлении.
В январе 2011 года избран на должность доцента кафедры педагогики и методики начального образования ПСТГУ.
С 3 января 2013 по 26 августа 2014 года — заведующий Учебно-методическим отделом МДА.
С 1 сентября 2013 года — секретарь Научно-методического совета МДА. Читал курсы «Естественнонаучная апологетика» (с 2013 года — «Концепции современного естествознания») в МДС; «Экзегетике Шестоднева», «Библия и естественные науки: обзор актуальной проблематики» на Библейском отделении МДА; ведет курс «Основного богословия» на заочном отделении МДС.
С 1 сентября 2013 года — член редколлегии журнала «Московские епархиальные ведомости»; Заведующий I Мытищинским отделением Библейско-богословских курсов им. преп. Сергия Радонежского Московской областной епархии при Коломенской духовной семинарии.
С 27 августа 2014 года — преподаватель кафедры богословия Коломенской духовной семинарии по предмету естественно-научной апологетики.
23 октября 2014 года включён в состав Межсоборного присутствия в состав комиссии по вопросам богословия.
30 марта 2015 году в Богородице-Смоленском Новодевичьем монастыре возведён в сан протоиерея.
С 6 августа 2015 года — ответственный за экологическую работу Московской областной епархии.
25 августа 2017 года освобождён от обязанностей клирика Донского храма города Мытищи и назначен настоятелем Ильинского и Уаровского храмов посёлка Вёшки Мытищинского района Московской области.
9 апреля 2021 года вошёл в состав обновленного Редакционного совета научно-богословского портала «Богослов.ru».
С мая 2021 года — член Аттестационной комиссии Сергиево-Посадской епархии.
17 июня 2021 года включён в состав Синодальной комиссии по биоэтике Русской православной церкви.

## Публикации
книги
- Концепции современного естествознания. Христианско-апологетический аспект : учебное пособие для духовных учебных заведений. — Сергиев Посад : [б. и.] ; Москва : Паломник, 2013. — 703 с. — ISBN 978-5-88060-040-3
  - Концепции современного естествознания. Христианско-апологетический аспект : учебное пособие для духовных учебных заведений. — Изд. 2-е, испр. — Сергиев Посад : [б. и.] ; Москва : Паломник, 2013. — 703 с. — ISBN 978-5-88060-040-3

печатные статьи
- Биология в старших классах средней школы: мировоззренческий и этический аспекты курса // VII Образовательные Богородично-Рождественские Чтения. Сборник докладов. — Обнинск: РПЦ МП, Калужская епархия, 2004. — С. 102—115.
- Христианское осмысление научно-технического прогресса преподавателем естественных дисциплин на уроках в православной школе // VIII Епархиальные Богородично-Рождественские Образовательные Чтения. Сборник докладов, I Часть. — Обнинск: РПЦ МП, Калужская епархия, 2006. — С. 63-69.
- К проблеме раскрытия библейского учения о сотворении мира в учебном процессе современной школы // Вестник ПСТГУ. Серия IV: Педагогика. Психология — М.: ПСТГУ, 2008. — Вып. 1 (8). — С. 45-56.
- Многодетная семья: проблемы, трудности, перспективы; помощь Церкви и государства. Доклад на VI Московских областных Рождественских образовательных чтениях, г. Звенигород, 19 ноября 2008 г. // Семья в современном мире. Материалы VI Московских областных Рождественских образовательных чтений. Часть I — Московская область: Московская епархия РПЦ, Министерство образования МО, МГОУ, 2008. — С. 213—216.
- Роль биологических дисциплин в образовательном становлении личности: проблемы и перспективы (православный взгляд) // Вестник ПСТГУ. Серия IV: Педагогика. Психология — М.: ПСТГУ, 2009. — Вып. 2 (13). — С. 65-78.
- Духовная и телесная природа человека в контексте диалога богословия и науки // Вестник ПСТГУ. Серия IV: Педагогика. Психология — М.: ПСТГУ, 2009. — Вып. 3(14). — С. 55-68.
- Естественнонаучная апологетика как целостная дисциплина: общий обзор // Вестник ПСТГУ. Серия IV: Педагогика. Психология — М.: ПСТГУ, 2009. — Вып. 4 (15). — С. 28-41.
- Некоторые аспекты психогенетики и детской психологии в контексте «эволюционного религиоведения» и православного богословия // Вестник ПСТГУ. Серия IV: Педагогика. Психология — М.: ПСТГУ, 2010. — Вып. 1 (16). — С. 143—160.
- Презентация Православного духовно-просветительского центра при храме Донской иконы Божией матери г. Мытищи Московской области // Плод духовный. Материалы научно-практической конференции «Основы духовной безопасности общества в ХХI веке». Москва-Сергиев Посад-Щелково: Факультет теологии НОУ Современный Институт Управления, 2010. — С. 177—182.
- Духовно-просветительские центры: актуальность и перспективы // Вестник ПСТГУ. Серия IV: Педагогика. Психология — М.: ПСТГУ, 2010. — Вып. 3 (18). — С. 13-20.
  - Духовно-просветительские центры: актуальность и перспективы // Покров: Общероссийское образовательное ежемесячное издание — М.: Благотворительный фонд поддержки подрастающего поколения «Покров», 2010. — № 10 (478). — С. 22-25.
- Предстояние тайне: наука о жизни в старшей школе. // Вестник ПСТГУ. Серия IV: Педагогика. Психология — М.: ПСТГУ, 2011. — Вып. 3 (22). — С. 30-43.
- О допустимости «естественнонаучного» прочтения Священного Писания и церковной рецепции научных картин мира // «Вся премудростию сотворил еси…». Труды семинара «Наука и вера» ПСТГУ / сост. А. Б. Ефимов, прот. А. Салтыков, Н. С. Серебряков. — Вып. I. — М.: Изд-во ПСТГУ, 2011. — С. 140—161.
- Некоторые аспекты психогенетики и детской психологии в контексте «эволюционного религиоведения» и православного богословия // Материалы кафедры Богословия МПДА: 2010—2011 годы. — Сергиев Посад: МПДА, 2011. — С. 201—227.
- Перечень компетенций по Болонской системе: По концепциям современного естествознания // Материалы кафедры Богословия МПДА: 2010—2011 годы. — Сергиев Посад: МПДА, 2011. — С. 191—195.
- Homo religiosus: осмысление некоторых аспектов современной социобиологии и психогенетики в контексте библейского богословия. // Сборник материалов ХIII междисциплинарной конференции «Наука. Философия. Религия»: «Человек перед лицом новейших биомедицинских технологий» г. Дубна, 20-21 октября 2010 г. — М.: Фонд Андрея Первозванного, 2011. — С. 183—190.
- Наука о жизни в старшей школе: эволюционная проблематика на рубеже ХХ-ХХI вв. // Вестник ПСТГУ. Серия IV: Педагогика. Психология — М.: ПСТГУ, 2012. — Вып. 1 (24). — С. 16-25.
- Наука о жизни в старшей школе: концепции развития органического мира в христианском осмыслении // Вестник ПСТГУ. Серия IV: Педагогика. Психология — М.: ПСТГУ, 2012. Вып. 3 (26). — С. 18-34.
- Библейский взгляд на феномен научно-технического прогресса: ноев ковчег или вавилонская башня? // Московские епархиальные ведомости — М., 2012. №. 3-4. — С. 91-97.
  - Библейский взгляд на феномен научно-технического прогресса: ноев ковчег или вавилонская башня? // Вестник Института исследования товародвижения и конъюнктуры оптового рынка. — М., 2012. №. 1. — С. 196—203.
  - Библейский взгляд на феномен научно-технического прогресса: ноев ковчег или вавилонская башня? // Сборник докладов ХIV междисциплинарной конференции «Наука. Философия. Религия»: «Человек в техническом мире: вызовы XXI века» г. Дубна, 10-11 ноября 2011 г. — М.: 2012. — С. 191—200.
- Библейский ответ на аргументы А. Н. Павленко // Сборник докладов ХIV междисциплинарной конференции «Наука. Философия. Религия»: «Человек в техническом мире: вызовы XXI века» г. Дубна, 10-11 ноября 2011 г. — М.: 2012. — С. 285—287.
- Тайна Шестоднева как пространство диалога богословия и науки (часть I) // Покров: Общероссийское образовательное ежемесячное издание — М.: Благотворительный фонд поддержки подрастающего поколения «Покров», 2012. — №. 3 (495). — С. 30-33.
- Тайна Шестоднева как пространство диалога богословия и науки (часть II) // Покров: Общероссийское образовательное ежемесячное издание — М.: Благотворительный фонд поддержки подрастающего поколения «Покров», 2012. — №. 4 (496). — С. 39-41.
- «Правда и вера суть две сестры родные»: невыученный урок (размышления в юбилейный год 300-летия со дня рождения М. В. Ломоносова) // Вестник ПСТГУ. Серия IV: Педагогика. Психология — М.: ПСТГУ, 2012. — Вып. 2 (25). — С. 59-69.
- Биология — наука мировоззренческая // Жданова Т. Д. Сотворенная природа глазами биологов. Книга первая. — М.: ИП Жданова Т. Д., Символик, Зерна-Слово, 2012. — С. 247—254.
- Биосфера, ноосфера и христианские основания экологической этики // Вестник Института исследования товародвижения и конъюнктуры оптового рынка. — М., 2012. — №. 2. — С. 122—135.
- Московская духовная академия: межвузовское сотрудничество в области естественных наук // Сотрудничество вузов государств-участников СНГ в области духовного образования: актуальные проблемы и перспективные направления: материалы Международной научно-практической конференции представителей государств-участников СНГ, Москва, 5-6 декабря 2012 г. — М.: ФГБОУ ВПО Московский государственный лингвистический университет, 2013. — С. 56-65.
- «Библейский антропоцентризм» и христианские основания взаимоотношения человека с природой // Сборник материалов ХV междисциплинарной конференции «Наука. Философия. Религия»: «Проблемы экологии и кризис ценностей современной техногенной цивилизации», г. Дубна, 25-26 октября 2012 г. — М.: Фонд Андрея Первозванного, 2013. — С. 315—326.
- Христианство и экологический кризис: православный взгляд на проблему в начале ХХI в. // Московские епархиальные ведомости — М., 2013. — №. 1-2. — С. 172—182.
- Значение учения преподобного Максима Исповедника о божественных логосах для современной православной естественнонаучной апологетики. Доклад Открытом семинаре кафедры богословия МДА, приуроченном к 1350-летию со дня кончины преподобного Максима Исповедника (†662 г.), 16 ноября 2012 г.// Материалы кафедры Богословия МПДА: 2012—2013 годы. — Сергиев Посад: МПДА, 2013. — С. 133—147.
- Православная культура сегодня: христианские основания экологической этики // Доклад на XXIII Ежегодной богословской конференции ПСТГУ, секция «Педагогическое образование в контексте формирования нравственных и духовных ценностей обучающихся», 23 января 2013 г. // Вестник ПСТГУ. Серия IV: Педагогика. Психология — М.: ПСТГУ, 2013. — Вып. 3 (30). — С. 7-21.
- Концепция деятельности современного православного приходского духовно-просветительского центра. Доклад на научно-практической конференции «Просветительские традиции святых равноапостольных Кирилла и Мефодия на землях Подмосковья: диалог культур и поколений в сохранении святынь малой Родины», Московская обл., г. Балашиха, 16 мая 2013 г. // Московские епархиальные ведомости — М., 2013. №. 7-8. — С. 120—125.
- Биосфера, ноосфера и христианские основания экологической этики // Актуальные вопросы развития экономики России: коллективная монография / под общей редакцией Н. А. Адамова. — М.: Институт исследования товародвижения и конъюнктуры оптового рынка, 2013. — С. 316—343.
- Святоотеческий принцип трезвения и присутствие христианина в интернет-пространстве // Московские епархиальные ведомости — М., 2013. — №. 11-12. — С. 108—111.
  - Святоотеческий принцип трезвения и присутствие христианина в интернет-пространстве // Ретроспективный анализ и современные проблемы российской экономики: коллективная монография / под общей редакцией Н. А. Адамова. — М.: Институт исследования товародвижения и конъюнктуры оптового рынка, 2014. — С. 226—235.
- Православная традиция и экологическая проблематика // Покровская академическая конференция, посвященной 1025-летию Крещения Руси, Свято-Троицкая Сергиева лавра, МДА, 10-14 октября 2013 г.: Сборник докладов. — Сергиев Посад: Московская духовная академия, 2014 г. — С. 216—227.
- Библейский взгляд на феномен научно-технического прогресса: ноев ковчег или вавилонская башня? // Экономика России: прошлое, настоящее, будущее: коллективная монография / под общей редакцией Н. А. Адамова. — М.: Институт исследования товародвижения и конъюнктуры оптового рынка, 2014. — С. 233—246.
- Христианско-апологетические аспекты курса «Естественнонаучная картина мира» в рамках подготовки бакалавров по профилю «Начальное образование» на педагогическом факультете ПСТГУ // Социально-экономические проблемы современной российской экономики. Часть 3: коллективная монография / Под ред. Н. А. Адамова. — М.: Институт исследования товародвижения и конъюнктуры оптового рынка, 2014. — С. 186—196.
- Перспектива построения экологической деятельности в Московской епархии в рамках новых подходов в работе с молодежью // Инновационные и экономические особенности укрепления государственности в России в XXI веке: коллективная монография / Под ред. Н. А. Адамова. — М.: ЭКЦ «Профессор», 2016. — С. 278—289. (соавторы: Дунаева Т. В., Дунаева Е. А., Волков В. А.)
- Творение как проблема начала: диалог богословов и космологов в ХХ-XXI вв. // Творчество и развитие общества в XXI веке: взгляд науки, философии и богословия: сб. ст. — СПб., Алетейя, 2017. — С. 372—380.
- Творение как проблема начала: диалог богословов и космологов в ХХ-XXI вв. // Московские епархиальные ведомости — М., 2016. — №. 4. — С. 100—104.
- Проблема свободы воли в контексте современной психогенетики // Материалы кафедры Богословия МДА: 2014—2015 годы. — Сергиев Посад: МДА, 2016. — С. 43-53.
- Библейская апологетика: кто они — люди, жившие много тысяч лет назад? // Душанбинский альманах. Взаимодействие религиозных и культурных традиций. Вып. 2. — Душанбинская и Таджикистанская епархия Русской Православной Церкви. — М.: ИПО «У Никитских ворот», 2017. — С. 204—212.
- Кто они — люди, жившие много тысяч лет назад? // Московские епархиальные ведомости — М., 2016. — №. 12. — С. 80-83.
- Обзор некоторых новых палеоантропологических открытий в контексте естественнонаучной и библейской апологетики // Богословский вестник МДА. — Сергиев Посад.: Из-во МДА, 2017. № 24-25. Вып. (1-2). — С. 72-89.
- Ойкумена в Священном Писании: о необходимости учёта культурно-исторического контекста в современной библейской апологетике // Вестник ПСТГУ: Педагогика & Психология — М.: ПСТГУ, 2017. Вып. 4 (46). — С. 24-33.
- Богословские основания православной биоэтики // Медицинское право. Федеральный научно-практический журнал. — М.: НИМП, 2017, № 5 (75). — С. 5-9.
- Антропологическое измерение экологической проблематики: православный взгляд // Современные тенденции социально-экономического развития. Материалы международной заочной научно-практической конференции, 30 июня 2017 г. — М.: Общество с ограниченной ответственностью "Экспертно-консалтинговый центр «Профессор», 2017. — С. 109—115.
- Антропологическое измерение экологической проблематики: православный взгляд // Московские епархиальные ведомости — М., 2017. №. 11. — С. 93-97.
- Современные природоохранные инициативы Русской Православной Церкви на примере служения Московской областной епархии // Современные тенденции социально-экономического развития. Материалы международной заочной научно-практической конференции, 30 июня 2017 г. — М.: Общество с ограниченной ответственностью "Экспертно-консалтинговый центр «Профессор», 2017. — С. 116—123.
- Профессор Московской духовной академии С. С. Глаголев (1865—1937) о естественно-апологетических задачах высших духовных школ: актуальность тезисов сто лет спустя // Вестник ПСТГУ: Педагогика & Психология — М.: ПСТГУ, 2018. Вып. 1 (48). — С. 79-91.
- Концепция «БиоЛогос» Ф. Коллинза в свете православной богословской парадигмы творения. // Труды Коломенской духовной семинарии. Вып. 12. — Коломна: Лига, 2018. — С. 119—127.
- Экологическое воспитание в православной среде // Приход. № 2 (146). — М., 2019. — С. 16-23.
- Homo neanderthalensis (неандерталец) в свете современных данных палеоантропологии: естественно-научное и библейско-богословское осмысление // Богословский вестник. — Сергиев Посад, МДА, 2019. — Т. 33. № 2. — С. 61-79. (соавтор: Беломытцев И. А.)
- Библейская апологетика: метаистория и каузальная ретроспекция // Сборник трудов кафедры библеистики МДА. № 6. — Сергиев Посад, МДА 2019. — С. 30-38.
- Педагогическое и гомилетическое наследие прот. Сергия Четверикова (иеросхимонаха Сергия 1867—1947) // Методическое наследие законоучителей российской школы второй половины XIX-начала ХХ в.: Коллективная монография. — М.: Изд-во ПСТГУ, 2019. — С. 112—135. (соавтор: Мумрикова Л. И.)
- К вопросу о принципах православной апологетики XXI века в области диалога науки и религии // Вопросы богословия: научный журнал / Московская духовная академия. — Сергиев Посад: Издательство Московской духовной академии, 2019. — Т. 2. — № 2. — С. 88-101.
- Церковный экопарк как инновационное средство религиозного образования // Инновационные методы и модели российской экономики: коллективная монография / Под ред. Н. А. Адамова. — М: ЭКЦ «Профессор», 2019. — С. 253—259. (соавтор: Мумрикова Л. И.)
- Церковный экологический парк в системе религиозного образования // Московские епархиальные ведомости — М., 2020. — №. 9. — С. 77-80. (соавтор: Мумрикова Л. И.)
- В поисках утраченного рая: библейская метаистория и современная апологетика // Библейские схолии. — 2020. — № 1 (1). — С. 17-25.
- О методологической ошибке упрощенно-буквалистического толкования священного Писания при его изучении и способах её преодоления // Ежегодная богословская конференция Православного Свято-Тихоновского гуманитарного университета. — 2021. — № 31. — С. 132—135.
- Формирование экологической культуры младших школьников в России и Италии средствами проектной деятельности // Россия-Италия: сотрудничество в сфере гуманитарных наук и образования в XXI веке / ФГБНУ «Институт стратегии развития образования Российской академии образования»; Болонский университет (Италия). — Москва : ФГБНУ «Институт стратегии развития образования РАО», 2021. — С. 486—504. (статьи: М. А. Грибова, С. Ю. Дивногорцева)
- Библейский Шестоднев как благовестие // Библейские схолии. — 2022. — № 1 (2). — С. 15-21.
- Актуальные подходы к преподаванию темы о Потопе в начальной школе // История и актуальные проблемы религиозного (христианского) образования в России и за рубежом : Коллективная монография / науч. ред. С. Ю. Дивногорцева. — Москва : Изд-во ПСТГУ, 2022. — С. 79-125. (соавтор: Михайленков М. В.)
- Формирование экологической культуры в контексте современного религиозного образования личности // История и актуальные проблемы религиозного (христианского) образования в России и за рубежом : Коллективная монография / науч. ред. С. Ю. Дивногорцева. — Москва : Изд-во ПСТГУ, 2022. — С. 126—139.

публикации в интернете
- Проблема установления consensus patrum по вопросу о состоянии тварного мира до грехопадения человека. Доклад на III Богословской научной конференции ЭКЗЕГЕТИКА И ГЕРМЕНЕВТИКА СВЯЩЕННОГО ПИСАНИЯ, МДА, 29-30 ноября 2007 г. // Электронный ресурс: Сайт Кафедры библеистики Московской Духовной Академии]
- Вопрос о колыбели человеческой цивилизации // Богослов.ru, 12 февраля 2008
- Библейский Шестоднев в учебном процессе современной школы // Богослов.ru, 28 марта 2008
- Обзор книги: Волков П. В. Феномен Адама. Экспериментальная археология о человеке до Потопа. — Новосибирск: Издательский дом «Сова», 2008. 319 с. Тираж 500 экз.) // Богослов.ru, 25 июня 2008. ISBN 978-5-87550-102-9
- Естественно-научная апологетика: введение в предмет // Богослов.ru, 9 октября 2008
- Рец. на: Докинз Ричард. Бог как иллюзия. Пер. с англ. Н. Смелковой. — М.: Издательство КоЛибри, 2008. 560 с. Тираж 10 000 экз. ISBN 978-5-389-00334-7 // Богослов.ru, 13 февраля 2009
- Библейско-святоотеческое учение об образе и подобии Божием в человеке и эволюционная концепция антропогенеза: проблематика соотнесения // Богослов.ru, 13 марта 2009
- «Эволюционное религиоведение» и православное богословие о сущности духовной культуры: противостояние или диалог? // Богослов.ru, 20 ноября 2009
- Церковь и естественнонаучные картины мира: проблемы рецепции // Богослов.ru, 27 января 2010
- Загадка неандертальского человека // Богослов.ru, 19 мая 2010
- Духовно-просветительские центры и возвращение отпавших // Богослов.ru, 25 июня 2010
- Новости науки: публикации // Богослов.ru, 8 октября 2010
- О проблемах «богословия эволюции» на рубеже ХХ-ХХI вв. // Богослов.ru, 27 января 2011
- Феномен биологической жизни как «предельный вопрос» в богословии и науке XXI века // Богослов.ru, 10 марта 2011.
- Одиноки ли мы во Вселенной? // Богослов.ru, 11 мая 2011
- Материя и иерархия мироздания // Богослов.ru, 24 мая 2011
- Палитра теорий развития жизни: дискуссии и подходы к мировоззренческому осмыслению // Богослов.ru, 13 июля 2011
- Современные представления о пространстве и времени: естественно-апологетический аспект // Богослов.ru, 2 ноября 2011 (соавтор: иеродиакон Александр (Урбанович))
- Библейский взгляд на феномен научно-технического прогресса: ноев ковчег или вавилонская башня? // Богослов.ru, 11 ноября 2011
- Вопрос о множественности миров в контексте мировоззрения М. В. Ломоносова // Богослов.ru, 5 декабря 2011.
- Курсы повышения квалификации для преподавателей духовных школ при Общецерковной докторантуре и аспирантуре имени свв. Кирилла и Мефодия: неделя первая // Богослов.ru, 7 февраля 2012
- Курсы повышения квалификации для преподавателей духовных школ при Общецерковной докторантуре и аспирантуре имени свв. Кирилла и Мефодия: неделя вторая, завершающая // Богослов.ru, 13 февраля 2012
- «И сделал Господь Бог Адаму и жене его одежды кожаные, и одел их»: опыт библейско-богословского осмысления реалий современной эволюционной антропологии // Богослов.ru, 26 февраля 2012
- Московская духовная академия: межвузовское сотрудничество в области естественных наук // Богослов.ru, 7 декабря 2012
- «Библейский антропоцентризм» и христианские основания взаимоотношения человека с природой // Богослов.ru, 26 октября 2012
- Космогония и космология: альфа, омега и предельные вопросы // Богослов.ru, 1 февраля 2013
- Продуктивен ли «Разумный дизайн» как парадигма в современной православной апологетике? // Богослов.ru, 16 марта 2015.
- К вопросу о принципах построения православной естественно-научной апологетики XXI века // Богослов.ru, 11 августа 2015
- Литургия для детей в современной приходской практике Русской православной Церкви // Богослов.ru, 20 августа 2015
- Протоиерей Олег Мумриков: Ведущие ученые ещё в 2015 году призывали запретить коррекцию генов // pravmir.ru, 5 февраля 2016
- Перспектива построения экологической деятельности в Московской епархии в рамках новых подходов в работе с молодежью // Богослов.ru, 12 февраля 2016
- Каким был человек в раю? Каким был человек в Раю, и как изменилась биология изгнанного Адама, а также физика вселенной? // miloserdie.ru, 02.07.2019
- Богословские основания православной биоэтики // Богослов.ru, 21 ноября 2019
- Ойкумена в Священном Писании: о необходимости учёта культурно-исторического контекста в современной библейской апологетике // Богослов.ru, 18 декабря 2019
- Антропологическое измерение экологической проблематики: православный взгляд // Богослов.ru, 2 апреля 2020
- Церковный экологический парк как инновационное средство религиозного образования // Богослов.ru, 23 декабря 2020 (соавтор: Мумрикова Л. И.)
- В поисках утраченного рая: Библейская метаистория и современная апологетика // Богослов.ru, 9 мая 2022
- Опыт педагогической реализации смысловой структуры церковного экологического парка // Богослов.ru, 2 декабря 2022